# Emilio Augusto Soulère
Emilio Augusto Soulère (nacido en 1840 en La Habana, Cuba, fecha fallecimiento 1915) fue un escritor, traductor, editor, ensayista y diplomático hispano-francés del siglo XIX. Su trabajo fue clave en la divulgación de la literatura universal en el mundo hispanohablante, especialmente a través de la traducción de numerosos clásicos de autores como Jack London, Robert Louis Stevenson y Julio Verne, entre otros. Además de su labor literaria, Soulère también se destacó como cónsul y autor de ensayos históricos.

## Primeros años y carrera diplomática
Emilio Augusto Soulère nació en La Habana en 1840, en una época de gran efervescencia política y cultural en el Caribe y América Latina. Su formación le permitió desarrollar una sólida carrera diplomática que lo llevó a ejercer como cónsul en varios países, facilitando sus conexiones internacionales y su participación en la vida intelectual de la época.

## Traductor y divulgador de la literatura universal
Soulère es recordado principalmente por su labor como traductor, en la que desempeñó un papel crucial para acercar al público hispanohablante a los grandes clásicos de la literatura universal. A lo largo del siglo XIX, sus traducciones hicieron accesibles a un amplio público obras que definieron la literatura de aventuras, ciencia ficción y narrativa social.
Entre los autores que tradujo, destacan:
- Jack London: Traductor de las célebres novelas de aventura de este autor estadounidense, como Colmillo Blanco y La llamada de lo salvaje, Soulère ayudó a popularizar sus obras en el mundo de habla hispana.
- Robert Louis Stevenson: Tradujo El extraño caso del doctor Jekyll y el señor Hyde[3] y Bajamar
- La riqueza de las naciones, edición no venal 1879. Libro de Adam Smith
- El contrato social, edición no venal de 1880. Libro de Jean-Jacques Rousseau
- Meditaciones de Marco Aurelio edición no venal de 1885
- La quimera del oro edición no venal de 1905. Libro de Jack London.
- Desobediencia civil edición no venal de 1890. Ensayo de Henry David Thoreau.
- Confianza en uno mismo edición no venal de 1891. Ensayo de Ralph Waldo Emerson
- Compensación edición no venal de 1891. Ensayo de Ralph Waldo Emerson
- El espíritu de las leyes edición no venal de 1892. Ensayo de Charles Louis de Secondat
- Una vida sin principios edición no venal de 1893. Ensayo de Henry David Thoreau
- Los últimos días de Jhon Brown edición no venal de 1894. Ensayo de Henry David Thoreau
- Analectas edición no venal de 1895. Confucio
- La ciencia de hacerse rico edición no venal de 1911 Wallace Wattless
- Como vivir con veinticuatro horas al día edición no venal de 1909 Arnold Bennett
- Vida de los más excelentes pintores, escultores y arquitectos edición no venal de 1910
- La ciencia de hacerse rico edición no venal de 1911 Wallace Wattles